# Jimmy Blythe
Jimmy Blythe (Keene, Kentucky; 20 de mayo de 1901 - 21 de julio de 1931) fue un pianista y compositor estadounidense. Llegó a Chicago (Illinois, Estados Unidos) en 1915 y en 1924 registró su tema "Chicago Stomp", considerada la primera grabación de boogie-woogie. Como acompañante grabó con Ma Rainey y Blind Blake, entre otros. Falleció de meningitis.
- Datos: Q363714